# Set Tai
Ban Set Tai (auch Sét Tai) ist ein Dorf im äußersten Süden von Laos im Distrikt Khong der Provinz Champasak. Der Ort liegt nahe dem östlichen Mekongufer im Gebiet Si Phan Don (viertausend Inseln) bei der Insel Don Tao.
Die Nationalstraße 13 verläuft durch den Ort. Direkt südlich von Set Tai befindet sich am Mekongufer das kleine Fischerdorf Ban Sene Hom. Weitere benachbarte Orte sind Ban Thakho und der Grenzort Veun Kham im Südosten, Nakasong und Khinak im Nordwesten und die bewohnten Inseln Don Det und Don Khon im Südwesten.